# ライト工業
ライト工業株式会社（ライトこうぎょう、英: RAITO KOGYO CO.,LTD.）は、東京都千代田区に本社を置く株式会社であり、建設事業その他の事業を行う。斜面対策工事、地盤改良工事などの基礎土木(特殊土木)の分野では業界のリーダー的な存在である。東京証券取引所プライム市場上場。JPX日経中小型株指数の構成銘柄の一つ。

## 沿革
- 1943年（昭和18年）7月1日 - 上條防水工業所創業。
- 1946年（昭和21年） - 東北防水工業所に変更。
- 1948年（昭和23年） - 株式会社ライト防水工業所設立。
- 1952年（昭和27年） - 現社名に変更。
- 1961年（昭和36年） - 東京証券取引所2部上場。
- 1974年（昭和49年） - 東京証券取引所1部上場。

## 軟式野球部
軟式野球部は天皇杯で3回、国体で5回（3連覇と2連覇）優勝を果たしている。特に1983年に茨城県水戸市の堀原運動公園野球場で行われた第38回天皇賜杯全日本軟式野球大会決勝（田中病院（宮崎県）戦）では、延長45回にも及ぶ死闘を制して日本一となった。